# Nicolò Maria Lercari
Nicolò Maria Lercari (ur. 9 listopada 1675 w Taggia, zm. 21 marca 1757 w Rzymie) – włoski kardynał.

## Życiorys
Pochodził ze znanego genoańskiego rodu; był synem Giovanniego Tommaso Lercariego. W 1686 roku wyjechał do Rzymu, gdzie zaczął studiować na Sapienzy i uzyskał w 1696 doktorat utroque iure. Trzy lata później zaczął pracować jako referendarz Najwyższego Trybunału Sygnatury Apostolskiej, a w okresie 1701-1704 był gubernatorem Todi. 7 grudnia 1704 przyjął święcenia kapłańskie. Dzięki głębokiej religijności i protekcji papieża Benedykta XIII pełnił także rolę gubernatora Benewentu (1705-1707), Camerino (1708-1710) Ankony (1711-1714), Civitavecchii (1714-1717) i Perugii (1717).
12 czerwca 1724 został wybrany arcybiskupem tytularnym Nanziano, a sakrę przyjął sześć dni później. Dwa dni po nominacji, 14 czerwca został sekretarzem stanu Stolicy Apostolskiej i pełnił tę rolę do 21 lutego 1730. 9 grudnia 1726 został kreowany kardynałem prezbiterem i otrzymał kościół tytularny Ss. Giovanni e Paolo. Rok później został także protektorem zakonu kanoników laterańskich. Zmarł w pałacu Campo Marte w Rzymie.